# لودويغ
لودويغ هو فيلم من نوع سيرة ذاتية ودراما أُصدر في 1973. الفيلم من توزيع مترو غولدوين ماير، وهو من إخراج لوتشينو فيسكونتي، أما السيناريو فكان من كتابة سوسو شيشي داميكو وEnrico Medioli ‏ ولوتشينو فيسكونتي.

## القصة
تقع أحداث الفيلم في ألمانيا.

## طاقم التمثيل
- كارلا مانشيني [الإنجليزية]‏
- سيلفانا مانجانو
- Henning Schlüter  [لغات أخرى]‏
- جون مولدر براون [الإنجليزية]‏
- فولكر بونيت
- Heinz Moog [الإنجليزية]‏
- Maurizio Bonuglia [الإنجليزية]‏
- Alexander Allerson [الإنجليزية]‏
- سونیا بتروونا [الإنجليزية]‏
- Eva Axén  [لغات أخرى]‏
- Marc Porel [الإنجليزية]‏
- نورة ريتشي
- تريفور هوارد
- أدريانا أستي
- Helmut Griem [الإنجليزية]‏
- مارك بورنس
- Gert Fröbe [الإنجليزية]‏
- رومي شنايدر
- هيلموت بيرغر
- Friedrich von Ledebur [الإنجليزية]‏
- جيرار هيرتر
- Umberto Orsini [الإنجليزية]‏

## الإنتاج
موسيقى الفيلم التصويرية كانت من تأليف جاك أوفنباخ.

## وصلات خارجية
- لودويغ على موقع IMDb (الإنجليزية)
- لودويغ على موقع روتن توميتوز (الإنجليزية)
- لودويغ على موقع نتفليكس (الإنجليزية)
- لودويغ على موقع ألو سيني (الفرنسية)
- لودويغ على موقع Turner Classic Movies (الإنجليزية)
- لودويغ على موقع أول موفي (الإنجليزية)
- لودويغ على موقع فيلمافينيتي (الإسبانية)
- لودويغ على موقع قاعدة بيانات الأفلام السويدية (السويدية)
- لودويغ على موقع قاعدة بيانات الفيلم (الإنجليزية)
- لودويغ على موقع ليتربوكسد (الإنجليزية)